# Battlestar Galactica Online
Battlestar Galactica Online – gra przeglądarkowa oparta na remake’u serialu Battlestar Galactica. Wersja beta gry została udostępniona 8 lutego 2011 roku przez Bigpoint. Przez pierwszy kwartał zarejestrowało się ponad 2 miliony użytkowników. 31 stycznia 2019 zamknięto grę.

## Fabuła i rozgrywka
Fabuła gry oparta jest na tym samym schemacie, co fabuła serialu:
Cyloni to inteligentne maszyny stworzone przez ludzi. Wyewoluowali. Zbuntowali się.
Przez 40 lat od zakończenia pierwszej wojny z ludźmi nie było żadnych informacji o Cylonach. Po czterech dekadach inteligentne maszyny powróciły by w nagłym ataku z użyciem broni jądrowej zniszczyć życie na 12 zamieszkiwanych przez ludzi planetach. Zwycięstwo ułatwiło im przybranie ludzkiej formy (jest 12 modeli Cylonów wyglądających jak ludzie) i zdobycie dzięki temu dostępu do komputerów systemów obronnych Dwunastu Kolonii. Niespodziewany atak zmusił komandora Williama Adamę do przywrócenia do gotowości bojowej kosmicznego okrętu wojennego Battlestar "Galactica" który po wieloletniej służbie miał zostać zezłomowany. Wraz z pilotami myśliwców i innych mniejszych statków stacjonujących na Battlestarze rozpoczyna on walkę z Cylonami o ocalenie kilkudziesięciu tysięcy ludzi, wraz z którymi zamierza odnaleźć legendarną trzynastą kolonię – planetę zwaną Ziemią.
Gra zaczyna się gdy po kontrataku ludzi pod dowództwem komandora Adamy Cyloni przystępują do decydującego uderzenia na kolonialną flotę. Zmuszeni do nagłej ucieczki ludzie w jednym momencie aktywują napęd nadświetlny FTL na wszystkich swoich statkach, co doprowadza do jego przeciążenia. W efekcie obie floty dokonują niekontrolowanego skoku nadświetlnego w odległy i nieznany rejon galaktyki. Okręty obu stron zostają poważnie uszkodzone i w większości niezdolne do walki.
Gracz wciela się w pilota jednej ze stron konfliktu. Od swoich przełożonych dostaje rozkaz poszukiwania surowców niezbędnych do życia (woda), naprawy statków (tytan) i kontynuowania podróży (tylium, które pełni rolę zarówno paliwa jak i waluty). Ograniczony do kilkudziesięciu systemów obszar działań zmusza obie strony do walki o surowce.